# C'est la vie, Lily
Singles de Joe Dassin
Le Chemin de papa / Les Champs-Élysées
(1969) L'Amérique / Cécilia
(1970)
Clip vidéo
[vidéo] « C'est la vie, Lily (live officiel, 1970) », sur YouTube
C'est la vie, Lily est une chanson de Joe Dassin sortie en 45 tours en 1970.
Il s'agit de l'adaptation française, par Pierre Delanoë, du titre Marie initialement enregistrée par Cat Mother and the All Night Newsboys sur leur album de 1969 The Street Giveth... And The Street Taketh Away. Cette même année, elle est publiée sur la face B de leur single Can You Dance to It?.

## Composition
La version originale a été produite par Jimi Hendrix et Cat Mother.

## Performance commerciale
La chanson a été classée n°1 des ventes en France, où elle s'est écoulée à plus de 400 000 exemplaires.

## Liste des pistes

### Version de Joe Dassin
Single 7" C'est la vie, Lily / Billy Le Bordelais CBS 4736
A. C'est la vie, Lily (3:03)
B. Billy le Bordelais (4:02),